# Lilli – die Braut der Kompanie
Lilli – die Braut der Kompanie ist eine deutsche Filmkomödie aus dem Jahre 1972 von Hubert Frank mit Kristina Nel in der Titelrolle.

## Handlung
Die hübsche Lilli, Nichte eines Generals, entwickelt als Reporterin einigen Ehrgeiz. Sie will für eine Reportage unbedingt das Innenleben eines Kasernenalltags der Bundeswehr erforschen und verkleidet sich daraufhin als junger Rekrut. Mit Hilfe einiger junger Bundeswehrsoldaten, die ihrem Charme nicht abgeneigt sind, schleicht sie sich in eine Kaserne ein. Dort, wo sogar vier langhaarige Hobbymusiker ungeschoren ihren Dienst verrichten, als Frau – trotz Verkleidung – nicht für Aufruhr zu sorgen, erweist sich jedoch als schwerer als sie geglaubt hat, und so dauert es nicht sehr lang, bis dieser „junge Rekrut“ als titelgebende Lilli – die Braut der Kompanie den Oberen auffällt – so etwa, wenn der Herr Stabsarzt zur Untersuchung lädt oder Lilli im Bikini und mit weißen Cowboystiefeln und einem Stahlhelm auf dem Kopf die Kompanie abschreitet. Und da die Dame sich mehr und mehr mit dem anderen Geschlecht als mit der eigenen Reportage zu beschäftigen beginnt, haben auch die Männer wie etwa der schöne Hans oder der schüchtern-verpeilte Philipp allen Grund sich auf das Soldatenleben zu freuen.

## Produktionsnotizen
Lilli – die Braut der Kompanie entstand zwischen dem 15. Mai und dem 18. Juni 1972 in Berlin und wurde am 5. Oktober 1972 uraufgeführt.
Die Ausstattung hatte Hans-Jürgen Kiebach. Die Herstellungsleitung übernahm Peter Hahne, die Produktionsleitung Lutz Winter.
Reinhold Brandes, der hier mit dem Hauptmann Knochenhauer die Karikatur eines Bundeswehroffiziers abgab, starb völlig überraschend nur drei Tage nach Beginn der Dreharbeiten. Es war seine letzte Filmrolle.

## Kritik
Das Lexikon des Internationalen Films nannte das Lustspiel „geist- und witzlos.“